# ألبرتو ألاركون
ألبرتو ألاركون (بالإسبانية: Alberto Alarcón)‏ (ولد في 31 أغسطس 1986 في سان فرناندو، بوينس آيرس، الأرجنتين) وهو لاعب كرة قدم أرجنتيني يلعب حاليا لنادي ألفارادو.

## وصلات خارجية
- ألبرتو ألاركون على موقع قاعدة بيانات كرة القدم.إي يو (الإنجليزية)
- ألبرتو ألاركون على موقع Soccerway.com (الإنجليزية)

- Profile at BDFA Profile at (بالإسبانية)
- Profile at Ceroacero Profile at (بالإسبانية)
- Profile at Soccerway Profile at (بالإسبانية)